# پاننسکا روزسیتشکا
پاننسکا روزسیتشکا (به چکی: Panenská Rozsíčka) یک منطقهٔ مسکونی در جمهوری چک است که در ناحیه ییهلاوا واقع شده‌است. پاننسکا روزسیتشکا ۴٫۴۱ کیلومتر مربع مساحت و ۱۰۸ نفر جمعیت دارد و ۶۰۷ متر بالاتر از سطح دریا واقع شده‌است.